# احمد نودشی
احمد نودشی مشهور به حاجی ماموستا از علمای کردستان در قرن ۱۳ و از خلفای حضرت شیخ عثمان سراج‌الدین تویلی بود. وی شاعری زبردست بوده و به فانی، تخلص داشته‌است.

## زندگی‌نامه
احمد نودشی فرزند عبدالرحمن، مفتی شهر سلیمانیه عراق بود که در ماه شعبان ۱۲۲۸ ق در نودشه چشم به جهان گشود.
به رسم معمول تحصیل در آن دوران، کتاب‌های مقدماتی و قرآن را نزد پدر فرا گرفت و سپس راهی سایر حوزه‌های علمیه مناطق کردستان و در نهایت در شهر سنندج می‌شود. پدرش تاب دوری وی را نیاورد و مدت زیادی را در شهر ماندگار و در مدرسهٔ دارالاحسان به تدریس مشغول گردید.
نودشی پس از مدتی، شهر سنندج را ترک و برای ادامه تحصیل نزد عبدالله خرپانی به خرپان از توابع کردستان جنوبی می‌رود و سپس محضر محمد خه‌تی می‌رسد، و اجازه‌نامه‌اش را دریافت می‌کند و سپس به دیار هورامان و شهر نودشه برای تدریس و خدمت به مردم آن دیار رهسپار وطن می‌شود.
ایشان از محضر استادان زیادی کسب فیض نمود اما مهم‌ترین استادان ملا احمد، والد ملا عبدالرحمن نودشی از علمای اکراد و از مدرسین کردنشین بوده که بیشتر اجازه‌نامه‌های علما به این استاد  منتهی می‌شود. هم چنین عبدالله خرپانی و استاد محمد خه‌تی از جملهٔ دیگر استادان برجسته ملا احمد نودشی بوده‌اند.
نودشی سپس به سلیمانیه می‌رود تا به طلّابی که در مدرسه مه‌لکندی سلیمانیه جمع شده بودند و پدر به سن کهولت رسیده بود، کمک کند. پس از فوت پدر که مفتی و مدرس سلیمانیه بود ایشان به جانشینی پدر انتخاب می‌شوند و از سوی امپراتور عثمانی حکم انتصاب وی صادر می‌شود. در سال ۱۲۶۶ رسماً مفتی سلیمانیه می‌شوند و تا سال ۱۲۶۸ در این سمت خدمت می‌نمایند.
وی در طول حیاتش همواره مخالفینی داشته‌است که عرصه حیات را بر او تنگ کرده بودند تا جایی که حکم مفتی سلیمانیه را که از طرف امپراتور عثمانی صادر شده بود لغو کردند و مفتی زهاوی (مفتی بغداد) به دفاع از او پرداخت و مجدداً حکم او ابقا شد اما ملا احمد دیگر پذیرای این جایگاه نشد.
علمای بزرگ مناطق مختلف از استعفای ملا احمد از سمت مفتی سلیمانیه نگران و معترض شدند اما اصرار آن‌ها مبنی بر پذیرش مجدد این حکم نتیجه ای را در برنداشت و او پس از مدتی به سوی دیار خود نودشه رهسپار شدند.
ملا احمد در شهر نودشه با علاقهٔ وافر و ذوق سرشار از خدمت رسانی به فرهنگ و ادب منطقه، شاگردان زیادی را در اطراف خود جمع نمود و منبع فیّاض علم و حکمت و اخلاق بود. پس از گسترش آوازهٔ شیخ عثمان سراج الدین ته ویلی علامهٔ نودشی به سلک مریدان او پیوست و در مدت زمانی به خلعت خلافت نقشبندی دست یافت. پس از آن و طی وقایعی از نودشه به سنندج نقل مکان کرد و مدرسهٔ بزرگ دارالاحسان را در آنجا تأسیس و مدت چند دهه مدرس آنجا شد به طوری که بسیاری از فقها از نقاط مختلف نزد ایشان می‌آمدند.
داستان تسلیم شدن و مرید شدن او توسط شیخ عثمان نقشبندی سال‌ها زبان زد محفل اهل عرفان در کردستان بود. ملا احمد ابتدا از فقهای تندرو شریعت محور بود. هنگامی که شیخ عثمان طریقت را از مولانا خالد شارزوری در یافت کرد و در هورامان کردستان عراق ارشاد را شروع کرد آوازهٔ او در همه جا پیچید.عده ای از علما نزد ملا احمد نودشی آمدند و اخبار ارشاد شیخ را به او خبر دادند. ملا احمد گفت «این ارشاد خلاف شریعت اسلام است و من قصد دارم به منطقه ی ته ویلی که دارالارشاد شیخ می باشد رفته و این را به او تذکر دهم»ملا احمد ابتدای صبح سفر را شروع کرده و نزدیکی غروب به ته ویله می رسد.وقت نماز مغرب بود و در خانقاه شیخ عده ی زیادی از ماموستاها و مردم حضور داشتند.ملا احمد گفت که این ازدحام فرصتی است که شیخ را تذکر داده و او را از این کار باز دارد. پس از مدتی شیخ به همراه عده ای وارد خانقاه شد.بلافاصله شیخ گفت نماز مغرب را به امامت ماموستای نودشی اقامه خواهیم کرد.ابتدا ملا احمد قبول نکرد اما با اصرار شیخ ناچار شد که امامت را قبول کند.هنگامی که ملا احمد به محراب رفت حتی اسم خود را نیز فراموش کرد.رو به جماعت کرده و عذر خواهی می کرد و این عمل سه بار تکرار شد تا این که شیخ گفت «ملا احمد نماز برایمان بخوان تو ماموستای خوبی هستی» در این هنگام نماز اقامه شد و هنگامی که ملا احمد به سجده رفت به نقل از خودش خود را در کعبه مشاهده کرد. پس این وقایع پس از نماز نزد شیخ رفته و اظهار پشیمانی کرد و این گونه بود که عاشق درگاه نقشبندیان شد. پس از آن ملا احمد نمازهای چندساله اش را قضا کرد چون معتقد بود نمازش قبل از تمسک به شیخ عثمان در جهل و برای خداوند نبوده‌است. پس از مدتی به واسطهٔ تسلط بسیار بالای علمی او ملا احمد سریع به بزرگترین مرید و خلیفهٔ شیخ تبدیل شد. پس از مدتی همراه شیخ بهالدین فرزند شیخ عثمان برای ادای فریضهٔ حج رهسپار شد.قدرت علمی و تسلط بسیار بالای او بر زبان عربی و شریعت اسلام علمای مکه را متحیر کرد و ملا احمد با اجماع عالمان آن زمان در مکه مامور اقامهٔ نماز برای حاجیان جدید در بیت الحرام گردید.
پس از بازگشت از حج توجه مردم به او چند برابر شد.
علامه نودشی از تأثیرگذارترین عالمان قرن ۱۳ در کردستان بود به طوری که تأثیر گزاری او بر نقشبندی‌ها و قادریه طالبانیه بسیار بارز است. 
به گزارش کتاب بابا مردوخ روحانی ایشان در در سال 1302 ق وفات نموده‌اند و در تپهٔ تاریخی ملا باقر سنندج مدفون است. میرزا اسماعیل صدر الکتاب (آغه) متخلص به ادیب سنندجی یک قصیدهٔ پنج مطلعی که هر مطلعش بیست و پنج بیت است را درباره احمد نودشی سروده است:
مرا دردیست پنهان کس نداند کرد درمانش  
چسان با غافلان گفتن توانم شرح دردی را
اگر گویم حدیث دل نگویم جز بهم دردی
نهان سوزد دل و نادیده باشد سوز پنهانش
که از دست طبیب عقل بیرون است درمانش
که بار دل بیفزاید حدیث من دو چندانش

## شاگردان[۲]
نودشه به خاطر وجود شخصیت حاج ماموستا محل کسب علم و عرفان و مأمن علماء و اندیشمندان گردید تا جایی که عده ای از مشتاقان علم و ادب برای کسب معارف دینی و علمی به محضر استاد می‌آمدند و از رفتن به دیگر نقاط کردنشین و حتی رفتن به دول عربی مانند مصر و عربستان منصرف می‌شدند و در محضر حاج ماموستا به تلمّذ می‌نشستند.
تا جایی که شیخ عبدالرحمن خالص طالبانی می‌گوید: «به عزم دیداری از علامهٔ نودشی با عده‌ای از علماء و طلاب به نودشه رفتیم، طالبان علم، از علماء و طلّاب در محضر علامه نودشی به اندازه‌ای چشمگیر بود که نتوانستیم در حجرهٔ تدریس، او را ملاقات نمائیم؛ لذا پس از خاتمهٔ درس به منزل ایشان رفتیم تا در آنجا به خدمت ملا احمد برسیم و مدتی را در محضرشان مستفید شویم.»
شاگردان احمد نودشی عبارتند از:
عبدالرحمن مفتی پینجوینی، عبدالقادر بیاره (مه لای گوره)، سید احمد فائز برزنجی، عبدالمجید منبری، عبدالله دشی، عبدالخالق سنندجی، عارف نودشی، سلیم تخته ای (سالم سنندجی)، عبدالعظیم مجتهد، شیخ محمد بهاءالدین، شیخ عمر ضیالدین نقشبندی، شیخ عبدالرحمن طالبانی مشهور به  پیرخالص، شیخ احمد ملقب به شمس الدین، فرج‌الله مظهری، سید عبدالعزیز شیخ‌الاسلام، عصام‌الدین نودشی، قطب‌الدین نودشی، سید عبدالرحیم تاوگوزی.

## تالیفات[۳]
آثار احمد نودشی:
آثار وی بالغ بر ۳۰ اثر می‌باشد که تعداد زیادی از آن‌ها با دست‌خطش نگاشته شده‌اند که متأسفانه تعدادی از آن‌ها از بین رفته‌اند. تعدادی از تألیفات و آثار ایشان به قرار زیر است:
1. حاشیه ای بر تحفه شیخ ابن حجر در چند مجلد بزرگ در فقه
2. کتاب مدخل منظوم در علم نجوم
3. کتاب شرح و توضیح تشریع الافلاک در علم هیئت و اصول هندسه اقلیدسی و فیثاغورسی
4. کتاب تهذیب در شش باب
5. یک اثر نجومی در معرفت تقویم مشتمل بر سی فصل
6. کتابی در فن اسطرلاب
7. حاشیه ای بر شرح مطالع قطب الدین رازی
8. شرح و توضیح ملل و نحل شهرستانی
9. براهین هندسیات در علم حساب
10. قاعده اقمار (در ۲۸ جلد)
11. کتابی در افعال اختیاری اشاره به التلویح تفتازانی
12. حاشیه ای بر تقریب المرام
13. تهذیب الکلام
14. کتابی در ظرف علم نحو معروف به ظرف حاجی ماموستا

از جمله نکات مهم علمی نودشی تسلط او بر هندسهٔ اقلیدسی است که در شرح کتاب تشریح الافلاک نوشته نودشی پیداست. در این کتاب که در آستانهٔ چاپ است نحوهٔ حل کردن معادلات کپلر در علم نجوم و همچنین هندسهٔ اقلیدسی به کار رفته در رویت هلال ماه به خوبی قابل مشاهده است.

## اشعار[۴]
- تخلص نودشی، فانی بود.

تا کی شنوم وصف جمالت به حکایت
کو باد برد گِرد تو این گَرد وجودم
کو روئیت رویت نه که از روی روایت
شاید که رخت بینم و بوسم کف پایت
- در مذمت نفس اماره می‌گویند:

چه‌نده پیم واتی،‌های دلهٔ غافل
په‌ردهٔ ئه‌و جه‌مال مطلق جه ئیطلاق
بو به‌بای مراد نه‌شئهٔ سافی مهٔ
که‌شتی غه‌رقه‌که‌ت نه گیجاوی دهٔ
شافی تافی ساف سه‌ر چه‌مهٔ هه‌ستیت
با که‌روش کوتا کلپهٔ کورهٔ دل
توبه ته‌ر دامان عسیانت ته‌ر بی
هیچ نه بیت وه ته‌نگ روژی روی فه‌ردا
حه‌قی حه‌قیقی ئیزافهٔ باطل
ئاوینهٔ مه‌عکوس مرئاتی ئافاق
به یاری مه‌للاح سوز لافی نهٔ
یاونه ئه‌و ساحیل ئهٔ به‌حر بی‌پهٔ
هه‌وا که‌له ته‌بع هه‌وا په‌رستیت
شه‌رارهٔ سه‌بون چوله‌کهٔ مه‌نزل
وینهٔ به‌دبه‌ختان ئاخرت شه‌ر بی

## یادبود
هر ساله در زادگاه ماموستا در نودشه یادواره‌ای به یاد او برگزار می‌شود. همچنین یحیی مظهری کتاب «دانشمند عالی مقام، ملا احمد نودشی» را در توصیف آثار و زندگانی احمد نودشی به چاپ رسانده است.